# Battaglia di Sharqat
La battaglia di Sharqat è stato un episodio della Campagna della Mesopotamia della prima guerra mondiale.

## Contesto
Avendo intuito che – dopo le sconfitte in Palestina e la resa in Bulgaria - presto gli Ottomani avrebbero chiesto un armistizio il primo ministro britannico David Lloyd George ordinò a Sir William Raine Marshall, comandante in capo del fronte della Mesopotamia di eliminare la presenza ottomana tra i fiumi Tigri ed Eufrate occupando i giacimenti petroliferi nei pressi di Mosul.
Quest'ultimo obiettivo era tuttavia di difficile realizzazione in quanto, dopo aver rifornito la Dunsterforce, le forze britanniche in Medio Oriente non disponevano di sufficienti mezzi di trasporto.

## La battaglia
Il 23 ottobre 1918 la 17. e la 18. divisione indiana e la 7. e l'11. brigata di cavalleria di Sir Alexander Cobbe lasciarono dunque Baghdad e in meno di due giorni arrivarono al fiume Piccolo Zab dove incontrarono la 6. Armata ottomana di İsmail Hakkı Bey. İsmail Hakkı Bey si ritirò di ulteriori 100 km a nord verso Sharqat. Qui il 29 ottobre le forze ottomane vennero attaccate e rapidamente sconfitte.
L'indomani İsmail Hakkı Bey si arrese e la 18. divisione indiana proseguì verso Mosul. Il 1º novembre Mosul venne occupata senza spargimento di sangue.